# گلنویل (میسیسیپی)
گلنویل (به انگلیسی: Glenville) یک منطقهٔ مسکونی در ایالات متحده آمریکا است که در میسیسیپی واقع شده‌است. گلنویل ۱۳۹٫۹ متر بالاتر از سطح دریا قرار دارد.